# Aurèle Jean de Boisserolle
Aurèle Jean de Boisserolle chevalier de Boisvilliers, né le 3 septembre 1764 à Paris, mort le 1er février 1829 à Sumène (Gard), est un général français de la Révolution et de l’Empire. 
Il est le fils du comte de Boisserolle, conseiller au parlement de Montpellier. Sa mère est la nièce du célèbre financier Law.

## États de service
Le jeune de Boisserolle reçoit une éducation soignée au collège des Écossais. À seize ans, ses études terminées, il entre au service le 1er avril 1782 comme sous-lieutenant dans la légion dite de Luxembourg, avec laquelle il fait les guerres de 1782 et 1783 aux Indes orientales, ayant pour compagnon et ami le savant orientaliste Foucher. 
De retour en France, en février 1784, il est présenté à Madame, tante du roi, et le 2 avril 1785, il fait partie de la Maison du roi, en qualité de lieutenant des gardes du corps. Quand vient la Révolution française et après le licenciement de la Maison du roi, le 12 septembre 1791, il émigre, et sa mère est alors obligée de se cacher et ses sœurs sont emprisonnées.
Cédant aux instances de son vieux père et tremblant pour le sort de sa famille, il fait taire les craintes que pouvait lui donner son titre d'émigré, rentre en France et se retire auprès de son père, dans le département du Gard, où il court d'abord quelques dangers, au milieu de cette population exaltée. Un jour, une douzaine de paysans tirent sur lui en même temps, et, par une circonstance inouïe, il n'est pas même blessé. Soit que ces hommes fanatisés aient cru à un miracle, ou pour un autre motif, leur rage se changea en enthousiasme, et quand la garde nationale du pays fut appelée à la défense des frontières des Pyrénées, il élisent celui-là même qu'ils avaient voulu tuer pour commander le 8e bataillon de volontaires du Gard le 1er novembre 1793).
Arrivé en Catalogne, les connaissances supérieures qu'il possède dans les mathématiques et le dessin, le font naturellement choisir pour faire partie du corps du génie. Il est nommé tout d'abord adjudant à l'état-major général de l'armée des Pyrénées orientales.
De retour à Paris, en 1797, il entre dans l'état-major, où il reste jusqu'au moment où il part pour l'expédition d'Égypte, avec le général Napoléon Bonaparte, en qualité de lieutenant du génie ; il en revient avec le grade de capitaine.
Lors de l'organisation de la gendarmerie, il est nommé chef d'escadron dans la 24e légion du département des Bouches-du-Rhône à Marseille, poste pénible et périlleux dans ces temps, où des bandes armées infestaient les routes, dévalisaient les courriers et livraient souvent des combats acharnés à la gendarmerie.
Peu après il est appelé à Paris pour assister au couronnement de l'Empereur. C'est à cette époque, le 25 prairial an XII (14 juin 1804), qu'il est fait chevalier de la Légion d'honneur. Il est ensuite envoyé à Gênes, pour y organiser la gendarmerie ; il rentre ensuite dans l'armée active, fait les campagnes d'Italie, d'Autriche, de Prusse et de Pologne, et enfin il fait partie de l'expédition de Russie. Il est promu au grade de général de brigade le 4 juin 1813, après une affaire dans laquelle il s'est particulièrement distingué. 
Chargé de s'emparer d'un village et de le brûler, s'il ne pouvait s'y maintenir, il s'en empare, bien qu'il n'a sous ses ordres que peu de monde et ne perd pas un seul homme. En récompense de ce fait d'armes, l'Empereur le nomme officier de la Légion d'honneur, le 31 juillet 1813.
À Moscou, il reçoit le titre de baron de l'Empire, titre dont, par modestie, jamais il ne se para. Pendant la retraite, il est abandonné au pied d'un arbre, où il serait mort sans l'humanité d'un grenadier.
Il ne peut assister à la bataille de Waterloo, et quand Louis XVIII, en lui envoyant la croix de Saint-Louis le 26 octobre 1814, veut lui confier le commandement du dépôt du Calvados, auquel Napoléon l'a précédemment appelé, il doit répondre à cette haute faveur par la demande de sa retraite, qu'il obtient le 9 septembre 1815.
De 1815 au 1er février 1829, époque de sa mort, il se retire dans sa maison familiale de Sumène et se livre avec une ardeur juvénile à l'étude d'une langue qui a été la passion constante de sa vie, pendant les courts loisirs que lui laissent toutes les campagnes auxquelles il prend part. Il fait une grammaire et un dictionnaire sanscrit. Ce travail fabuleux est le résultat de la connaissance approfondie qu'il a, non seulement des langues européennes vivantes, mais de toutes les langues mortes. 
Un secrétaire infidèle fait disparaître, à la mort du général, un ouvrage auquel il ne semble pas que la vie d'un homme pût suffire. Les deux ouvrages ont été publiés à l'étranger, sous un autre nom que celui de l'auteur.
M. le général de Boisserolle tenait, par sa famille, à toutes les illustrations de l'époque ; on y comptait les Lauriston, Boncelot, La Fare, Genestons, etc., etc. Il ne s'en prévalut jamais que pour rendre service à ses amis à qui sa bourse fut toujours ouverte. Aussi, tandis que tant d'autres généraux achetaient des domaines, où ils allaient se reposer des fatigues de la guerre, il était réduit à traduire les ouvrages des économistes anglais, pour améliorer sa modique retraite ; il ne lui restait rien d'un beau patrimoine.
Son goût pour la poésie et sa facilité à faire des vers ne l'empêchent pas d'avoir des connaissances très étendues en mathématiques. Il a inventé une voiture qui marchait avec rapidité, au moyen d'un mécanisme ingénieux qu'un enfant pouvait faire mouvoir. 
Il avait l'intention d'offrir à l'Empereur ce chef-d'œuvre ; "mais" c'était à l'époque de la machine infernale ; la politique absorbait tous les esprits, les inventeurs étaient considérés comme des utopistes. Robert Fulton lui-même fut repoussé et dut porter aux États-Unis ses admirables secrets. Les amis de M. de Boisserolle, parmi lesquels était le prince Eugène de Beauharnais, l'engagèrent d'attendre des circonstances plus favorables.
Imbu dans sa jeunesse des doctrines de d'Alembert, Diderot, Rousseau, Voltaire, etc., l'expérience des hommes et des choses le conduisit, sur la fin de sa vie, à revenir sincèrement aux sentiments d'un philosophe chrétien.

## Source
- « Aurèle Jean de Boisserolle », dans Charles Mullié, Biographie des célébrités militaires des armées de terre et de mer de 1789 à 1850, 1852 [détail de l’édition]
- (en) « Generals Who Served in the French Army during the Period 1789 - 1814: Eberle to Exelmans »
- Thierry Pouliquen, « Les généraux français et étrangers ayant servis [sic] dans la Grande Armée » (consulté le 29 janvier 2014)